# دزوز
دزوز (به فرانسوی: Dzouz) یک منطقهٔ مسکونی در مراکش است که در استان قلعه سراغنه واقع شده‌است. دزوز ۹٬۵۲۵ نفر جمعیت دارد.